# Parafia Wniebowzięcia Najświętszej Maryi Panny i św. Mikołaja w Bolesławcu
Parafia Wniebowzięcia Najświętszej Maryi Panny i św. Mikołaja w Bolesławcu – parafia rzymskokatolicka w dekanacie Bolesławiec Wschód w diecezji legnickiej. Jej proboszczem jest ks. dr Bogusław Wolański. Obsługiwana przez księży diecezjalnych. Erygowana 1 stycznia 1945. Kościół parafialny mieści się przy ulicy Kościelnej.